# Campeonato de Fútbol Playa de Concacaf de 2010
El Campeonato de Fútbol Playa de Concacaf de 2010 fue la cuarta edición oficial entre selecciones de fútbol playa organizada por la Concacaf, en el que dos equipos clasificaron a la Copa Mundial de Fútbol Playa FIFA 2011 que se celebró en Italia. El certamen se disputó en  Puerto Vallarta, México, del 1  al 5 de diciembre.

## Participantes
| México         | Canadá     | Jamaica | El Salvador |
| Estados Unidos | Costa Rica | Bahamas | Guatemala   |

## Primera fase

### Grupo A
| Equipo      | PJ | PG | PEN | PP | GF | GC | Dif | Pts |
| ----------- | -- | -- | --- | -- | -- | -- | --- | --- |
| El Salvador | 3  | 2  | 1   | 0  | 20 | 14 | +6  | 8   |
| México      | 3  | 2  | 0   | 1  | 9  | 7  | +2  | 6   |
| Canadá      | 3  | 1  | 0   | 2  | 8  | 12 | -4  | 3   |
| Jamaica     | 3  | 0  | 0   | 3  | 13 | 17 | -4  | 0   |

| Fecha                  | Lugar           |             |                        | Resultado       |                        |             |
| ---------------------- | --------------- | ----------- | ---------------------- | --------------- | ---------------------- | ----------- |
| 1 de diciembre de 2010 | Puerto Vallarta | El Salvador | Bandera de El Salvador | 6:3             | Bandera de Canadá      | Canadá      |
| 1 de diciembre de 2010 | Puerto Vallarta | Jamaica     | Bandera de Jamaica     | 2:3             | Bandera de México      | México      |
| 2 de diciembre de 2010 | Puerto Vallarta | El Salvador | Bandera de El Salvador | 10:8            | Bandera de Jamaica     | Jamaica     |
| 2 de diciembre de 2010 | Puerto Vallarta | México      | Bandera de México      | 3:1             | Bandera de Canadá      | Canadá      |
| 3 de diciembre de 2010 | Puerto Vallarta | Canadá      | Bandera de Canadá      | 4:3             | Bandera de Jamaica     | Jamaica     |
| 3 de diciembre de 2010 | Puerto Vallarta | México      | Bandera de México      | 3:3 0:1 penales | Bandera de El Salvador | El Salvador |

### Grupo B
| Equipo         | PJ | PG | PEN | PP | GF | GC | Dif | Pts |
| -------------- | -- | -- | --- | -- | -- | -- | --- | --- |
| Estados Unidos | 3  | 2  | 1   | 0  | 16 | 8  | +8  | 8   |
| Costa Rica     | 3  | 2  | 0   | 1  | 13 | 8  | +5  | 6   |
| Guatemala      | 3  | 1  | 0   | 2  | 11 | 16 | -5  | 3   |
| Bahamas        | 3  | 0  | 0   | 3  | 10 | 18 | -8  | 0   |

| Fecha                  | Lugar           |                |                           | Resultado       |                       |            |
| ---------------------- | --------------- | -------------- | ------------------------- | --------------- | --------------------- | ---------- |
| 1 de diciembre de 2010 | Puerto Vallarta | Costa Rica     | Bandera de Costa Rica     | 5:2             | Bandera de Bahamas    | Bahamas    |
| 1 de diciembre de 2010 | Puerto Vallarta | Estados Unidos | Bandera de Estados Unidos | 6:2             | Bandera de Guatemala  | Guatemala  |
| 2 de diciembre de 2010 | Puerto Vallarta | Costa Rica     | Bandera de Costa Rica     | 5:2             | Bandera de Guatemala  | Guatemala  |
| 2 de diciembre de 2010 | Puerto Vallarta | Estados Unidos | Bandera de Estados Unidos | 6:3             | Bandera de Bahamas    | Bahamas    |
| 3 de diciembre de 2010 | Puerto Vallarta | Bahamas        | Bandera de Bahamas        | 5:7             | Bandera de Guatemala  | Guatemala  |
| 3 de diciembre de 2010 | Puerto Vallarta | Estados Unidos | Bandera de Estados Unidos | 3:3 1:0 penales | Bandera de Costa Rica | Costa Rica |

## Fase final

### Cuadro general
|  | Semifinales    | Semifinales |   |                | Final      | Final |  |
|  |                |             |   |                |            |       |  |
|  |                |             |   |                |            |       |  |
|  |                |             |   |                |            |       |  |
|  | Estados Unidos | 1 (0)       |   |                |            |       |  |
|  | México         | 1 (1)       |   |                |            |       |  |
|  |                |             |   |                |            |       |  |
|  |                |             |   |                |            |       |  |
|  |                |             |   |                | México     | 5     |  |
|  |                | El Salvador | 3 |                |            |       |  |
|  |                |             |   |                |            |       |  |
|  |                |             |   |                |            |       |  |
|  |                |             |   |                | 3º puesto  |       |  |
|  |                |             |   |                |            |       |  |
|  | El Salvador    | 3 (2)       |   | Estados Unidos | 7          |       |  |
|  | Costa Rica     | 3 (1)       |   |                | Costa Rica | 5     |  |

### Semifinales
| Fecha                  | Lugar           |                |                           | Resultado       |                       |            |
| ---------------------- | --------------- | -------------- | ------------------------- | --------------- | --------------------- | ---------- |
| 4 de diciembre de 2010 | Puerto Vallarta | El Salvador    | Bandera de El Salvador    | 3:3 2:1 penales | Bandera de Costa Rica | Costa Rica |
| 4 de diciembre de 2010 | Puerto Vallarta | Estados Unidos | Bandera de Estados Unidos | 1:1 0:1 penales | Bandera de México     | México     |

### Tercer lugar
| Fecha                  | Lugar           |                |                           | Resultado |                       |            |
| ---------------------- | --------------- | -------------- | ------------------------- | --------- | --------------------- | ---------- |
| 5 de diciembre de 2010 | Puerto Vallarta | Estados Unidos | Bandera de Estados Unidos | 7:5       | Bandera de Costa Rica | Costa Rica |

### Final
| Fecha                  | Lugar           |             |                        | Resultado |                   |        |
| ---------------------- | --------------- | ----------- | ---------------------- | --------- | ----------------- | ------ |
| 5 de diciembre de 2010 | Puerto Vallarta | El Salvador | Bandera de El Salvador | 3:5       | Bandera de México | México |

| Bandera de México        |
| Campeón 2° título México |

## Medallero
|        |             |                |
| México | El Salvador | Estados Unidos |

## Clasificados a laCopa Mundial de Fútbol Playa FIFA 2011
| Bandera de México | Bandera de El Salvador |
| México            | El Salvador            |

## Tabla general
| Pos. | Equipo         | Pts | PJ | PG | PG++ | PG+ | PP | GF | GC | Dif | Rend. |
| ---- | -------------- | --- | -- | -- | ---- | --- | -- | -- | -- | --- | ----- |
| 1    | México         | 10  | 5  | 3  | 0    | 1   | 1  | 15 | 11 | 4   | 66,6% |
| 2    | El Salvador    | 8   | 5  | 2  | 0    | 2   | 1  | 26 | 22 | 4   | 53,3% |
| 3    | Estados Unidos | 10  | 5  | 3  | 0    | 1   | 1  | 24 | 14 | 10  | 66,6% |
| 4    | Costa Rica     | 6   | 5  | 2  | 0    | 0   | 3  | 21 | 18 | 3   | 40%   |
| 5    | Canadá         | 3   | 3  | 1  | 0    | 0   | 2  | 8  | 12 | -4  | 33,3% |
| 6    | Guatemala      | 3   | 3  | 1  | 0    | 0   | 2  | 11 | 16 | -5  | 33,3% |
| 7    | Jamaica        | 0   | 3  | 0  | 0    | 0   | 3  | 13 | 17 | -4  | 0%    |
| 8    | Bahamas        | 0   | 3  | 0  | 0    | 0   | 3  | 10 | 18 | -8  | 0%    |

## Distinciones individuales

### Goleador
| Jugador         | Selección   | Goles |
| --------------- | ----------- | ----- |
| Frank Velásquez | El Salvador | 12    |

### Jugador más valioso
| Jugador         | Selección   |
| --------------- | ----------- |
| Frank Velásquez | El Salvador |

### Mejor Portero
| Jugador              | Selección |
| -------------------- | --------- |
| Miguel Ángel Estrada | México    |

### Premio al juego limpio
| Selección |
| --------- |
| Canadá    |